# Fundación para la Educación Económica
La Fundación para la Educación Económica (FEE) —en inglés Foundation for Economic Education— es el más antiguo centro de pensamiento de los Estados Unidos dedicado a estudiar y promover el mercado libre y las ideas libertarias. FEE publica folletos de textos clásicos libertarios, realiza conferencias con figuras públicas libertarias, y otorga patrocinio académico a estudiantes. En las últimas décadas FEE ha especializado sus actividades de educación económica hacia un público juvenil.

## Historia
Fundada en 1946 por Leonard E. Read, Henry Hazlitt, David Goodrich, Donaldson Brown, Leo Wolman, Fred R. Fairchild, Claude E. Robinson, y Jasper Crane, la fundación es el think tank de libre mercado más antiguo de los Estados Unidos.
Leonard Read había sido gerente general de la Cámara de Comercio de Los Ángeles y durante esa experiencia profesional concibió la idea de una organización intelectual que eduque en la economía de mercado y la filosofía libertaria. Establecida después de la Segunda Guerra Mundial, FEE nace en el contexto de la oposición al modelo de gobierno intervencionista y muchos programas introducidos durante la década de 1930 en Estados Unidos, especialmente el New Deal de Franklin D. Roosevelt, y que se habían multiplicado durante la Segunda Guerra Mundial. El William Volker Fund fue fundamental para auspiciar la creación de FEE. Los funcionarios iniciales incluyeron a Read como presidente, Henry Hazlitt como vicepresidente, presidente, y B.F. Goodrich y David Goodrich como directores. 
Read se desempeñó como presidente desde 1946 hasta su muerte en 1983. Perry E. Gresham fue presidente interino en 1983. La presidencia de FEE de 1983 a 1984 estuvo en manos de John Sparks Sr., de 1984 a 1985 de Bob Love, de 1985 a 1988 de una serie de presidentes en funciones, y de 1988 a 1992 de Bruce Evans. Después de retirarse del Grove City College, donde enseñó economía, Hans Sennholz se desempeñó como presidente de 1992 a 1997. Donald J. Boudreaux se desempeñó como presidente de 1997 a 2001, antes de pasar a presidir el Departamento de Economía de la Universidad George Mason. El economista, analista de inversiones, profesor y autor Mark Skousen fue presidente de 2001 a 2002. El autor y profesor Richard Ebeling fue presidente de 2003 a 2008. De 2008 a 2019, el presidente fue el economista, autor y profesor Lawrence W. Reed. El presidente actual es Zilvinas Silvenas, expresidente del Instituto de Libre Mercado de Lituania. 

### Instalaciones
FEE ocupó por primera vez "dos habitaciones en el Equitable Building en 737 Seventh Avenue en Manhattan" en 1946. Poco después, la organización se mudó a la mansión en la finca Hillside en Irvington, Nueva York, que Read compró a Gordon Harris, un hijo del presidente de la Baltimore and Ohio Railroad. La Fundación permanecería allí durante 68 años. En 2014, FEE vendió su sede de Irvington como parte de la transferencia de operaciones a Atlanta, Georgia.

### Impacto
Durante sus estudios de posgrado extendidos en la Universidad de Columbia, Murray Rothbard fue influenciado por el economista de FEE Baldy Harper. Rothbard atribuye a FEE la creación de un "punto de partida crucial" para el movimiento libertario. Friedrich Hayek vio FEE como parte de la inspiración para la formación de la Sociedad Mont Pelerin en 1947. Más allá de la inspiración, FEE proporcionó un subsidio financiero a la Sociedad Mont Pelerin. Hayek alentó a Antony Fisher a fundar el Instituto de Asuntos Económicos después de visitar FEE en 1952. Ludwig von Mises tenía una "asociación a largo plazo con la Fundación para la Educación Económica".

## Programas
La Fundación para la Educación Económica describe su misión como "inspirar, educar y conectar futuros líderes con los principios económicos, éticos y legales de una sociedad libre". FEE ofrece una variedad de programas para estudiantes de secundaria, estudiantes universitarios y estudiantes de posgrado. Desde 1946 FEE también ha patrocinado conferencias públicas de varios pensadores, incluidos Ludwig von Mises, F. A. Hayek, Henry Hazlitt, Milton Friedman, James M. Buchanan, Vernon Smith, Walter Williams, F. A. "Baldy" Harper, y William F. Buckley, Jr.

## Publicaciones
En 1945, el ejecutivo de du Pont, Jasper Crane, junto con Alfred Kohlberg, comenzaron una campaña capital para la organización. Después de las contribuciones de J. Howard Pew, Inland Steel, Quaker Oats y Sears, hubo suficientes fondos disponibles para que FEE comprara y comenzara a publicar la revista The Freeman en 1954.
En 2016, FEE finalizó la publicación de The Freeman.
FEE publica libros, artículos y folletos tanto en papel como digitalmente que la fundación considera obras clásicas sobre la libertad. Estas incluyen las publicaciones notables Yo, el lápiz de Read, La ley de Bastiat, Cualquier cosa que sea pacífica de Read, Socialismo de Mises, Negociación en toda la industria de Wolman, Arriba de la pobreza: Reflexiones sobre los males de la asistencia pública de Sennholz, y La virtud de la libertad de Machan.

## Lectura relacionada
- Henry Hazlitt, The Early History of FEE, The Freeman, Foundation for Economic Education, March 1984, Vol. 34, n.º 3.